# Квинт Ниний Хаста (консул 114 г.)
Вижте пояснителната страница за други личности с името Квинт Ниний Хаста.
Квинт Ниний Хаста (на латински: Quintus Ninnius Hasta) е политик и сенатор на Римската империя през началото на 2 век.
Син е на Квинт Ниний Хаста (суфектконсул 88 г.).
През 114 г. Квинт е редовен консул заедно с Публий Манилий Вописк Вицинилиан.